# Трг (Озаль)
45°37′ пн. ш. 15°30′ сх. д. / 45.61° пн. ш. 15.50° сх. д.
Трг (хорв. Trg) — населений пункт у Хорватії, в Карловацькій жупанії у складі міста Озаль.

## Населення
Населення за даними перепису 2011 року становило 195 осіб.
Динаміка чисельності населення поселення: